# Прибелце
Прибелце (слч. Príbelce) насељено је мјесто са административним статусом сеоске општине (слч. obec) у округу Вељки Кртиш, у Банскобистричком крају, Словачка Република.

## Становништво
| Година:    | 1994. | 2004.   | 2014.   | 2024.   |
| ---------- | ----- | ------- | ------- | ------- |
| Број људи: | 627   | 585     | 571     | 569     |
| Разлика:   |       | -6,69 % | -2,39 % | -0,35 % |

| Година:    | 2023. | 2024.   |
| ---------- | ----- | ------- |
| Број људи: | 561   | 569     |
| Разлика:   |       | +1,42 % |

Према подацима о броју становника из 2011. године насеље је имало 576 становника.